# Prémio Valmor

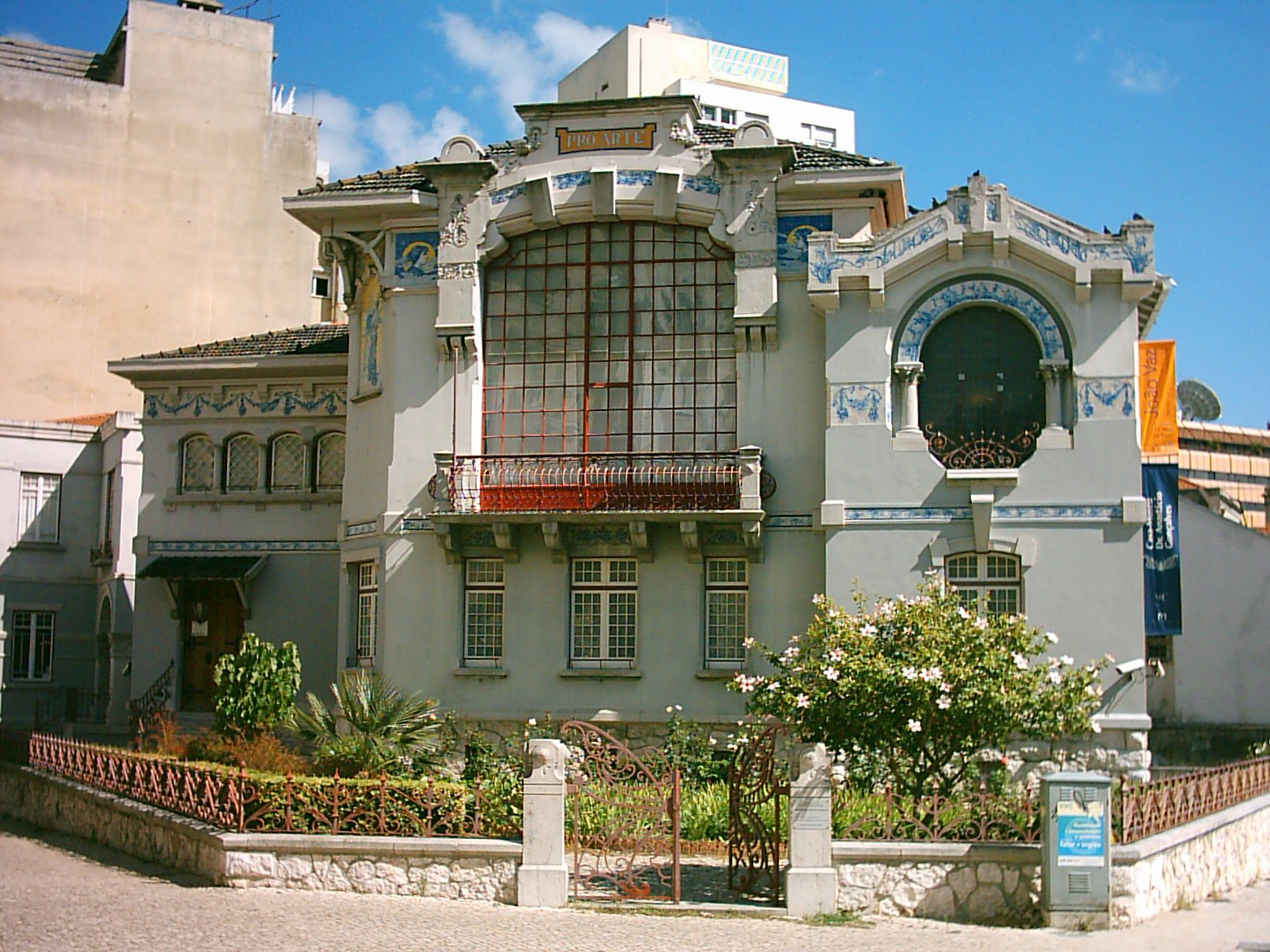
Casa de Malhoa (Prémio Valmor 1905).

O Prémio Valmor e Municipal de Arquitetura tem por finalidade premiar a qualidade arquitetónica dos novos edifícios construídos na cidade de Lisboa. É atribuído desde 1902.

## História
Instituído em 1898, trata-se de um prémio pecuniário que, de acordo com o testamento deixado pelo 2.º Visconde de Valmor, Fausto de Queirós Guedes, seria repartido em partes iguais pelo arquitecto e pelo proprietário da construção. O visconde, considerado na sua época um grande protetor dos artistas, pretendia assim incentivar os proprietários a contratarem um arquiteto ao invés de se entregar as empreitadas a um mestre de obra como era então prática corrente.
Para o efeito foi criado um fundo gerido pela Câmara Municipal de Lisboa com o dinheiro deixado pelo Visconde. Começou a ser atribuído em 1902, depressa se tornando o mais prestigiado prémio lisboeta e português na área da arquitectura.
O premiado é escolhido por um júri, constituído por três arquitectos nomeados pela Câmara Municipal. Inicialmente, este prémio só contemplava edifícios de habitação mas, posteriormente, passou a incluir qualquer tipo de edificação e, ainda, arquitectura paisagista.
O Prémio Valmor de Arquitetura foi associado, a partir de 1982, ao Prémio Municipal de Arquitectura, passando a denominar-se Prémio Valmor e Municipal de Arquitetura.
Ao longo dos anos têm sido atribuídos vários prémios e várias menções honrosas.